# Hookeria janeirensis
Hookeria janeirensis är en bladmossart som beskrevs av Jean Édouard Gabriel Narcisse Paris 1904. Hookeria janeirensis ingår i släktet Hookeria och familjen Hookeriaceae. Inga underarter finns listade i Catalogue of Life.